# Forza Horizon 2
Forza Horizon 2 is een openwereld-racespel voor de Xbox One en Xbox 360. Het is het vervolg op Forza Horizon en het zevende deel in de Forza-serie. Het spel voor de Xbox One werd ontwikkeld door Playground Games en Sumo Digital ontwikkelde de versie voor de Xbox 360. De Xbox 360-versie is het laatste Forza-spel uitgebracht voor dat platform. Het spel kreeg positieve recensies van critici.

## Gameplay
In het spel neemt de speler deel aan de Horizon Festival, een fictieve racewedstrijd in Zuid-Frankrijk en Noord-Italië. De spelwereld is ongeveer drie keer groter dan de oorspronkelijke Forza Horizon, met gebeurtenissen in onder meer de Provence, Ligurië en de Côte d'Azur. Spelers kunnen in het spel de regio verkennen, deelnemen aan races en bijzondere evenementen. Deze kunnen overdag of 's nachts plaatsvinden. Voor het eerst is er ook een dynamisch weersysteem toegevoegd aan het Forza-spel.